# كيم يونغ-باي
كيم يونغ-باي (هانغل: 김영배) هو لاعب كرة قدم كوري جنوبي، ولد في 10 يناير 1941 في سول في كوريا الجنوبية.

## وصلات خارجية
- كيم يونغ-باي على موقع الاتحاد الدولي (مؤرشف)  (الإنجليزية)
- كيم يونغ-باي على موقع عالم كرة القدم.نت (الإنجليزية)
- كيم يونغ-باي على موقع أوليمبيديا (الإنجليزية)